# Stevie Williams
Stevie Williams, ameriški poklicni rolkar, * 17. december 1979, Filadelfija, Pensilvanija, ZDA.

## Življenjepis
Williams se je za rolkanje začel zanimati že zelo zgodaj, svojo prvo rolko pa je dobil, ko je bil star 10 let. Po nekaj letih, se ja začel zavedati, da je lahko rolkanje njegova kariera in se je odločil zapustiti svoj dom, da bi uresničil sovje sanje.
Po tem, ko ga je 6 let sponzoriralo podjetje DC, je Williams leta 2004 postal prvi rolkar, ki ga je sponzoriralo podjetje Reebok.
Leta 2006 je Williams z Nickom Lockmanom odprl rolkarsko trgovino L&K Limited v kraju Oceanside, Kalifornija.
Pojavil se je tudi v nekaj videospotih, manjšo vlogo pa bo imel v filmu Street Dreams.
Williams je ustanovitelj in lastnik podjetja DGK (Dirty Ghetto Kids). Ime je dobilo po znani skupni grafitarjev iz Filadelfije.
Pojavil se je tudi v video igrah Tony Hawk's American Wasteland, Tony Hawk's Project 8  in NFL Street 2 (kot skriti lik).
| - DGK - RBK (od 2004) - CCS - Venture - Gold - Bones (od 2007) - DC (1998–2004) - Nixon - Clive (2002–???) - Chocolate (1998–???) | - It's Official (Kayo, 2006) - The DC Video (DC, 2003) - Got Gold? (Gold, 2002) - Chocolate Tour (Chocolate, 1999) - Heads (Zoo York, 1999) - Peep This (Zoo York, 1999) - The Reason (TWS, 1999) - Video III (FTC, 1997) - Fine Artists Vol. 1 (Element, 1994) - 411vm 9 (411vm, 1994) |